# 岱縈
林岱縈（英語：Lin Dai-Ying，1987年12月29日—），台灣Rakuten Girls啦啦隊、舞者，促進韓國台灣友好交流在2022年8月韓國職棒釜山樂天巨人隊擔任開球嘉賓和表演嘉賓。

## 演藝生涯
2014年加入啦啦隊行列。
2023年5月，受香港晉峰足球會邀請擔任表演嘉賓，同月前往美國洛杉磯天使、奧克蘭運動家隊擔任表演嘉賓。

## 啦啦隊經歷

### 棒球之啦啦隊
| 年份       | 隊伍名稱      | 備註                                         |
| 2014－2020 | LamiGirls     | 中華職棒Lamigo桃猿啦啦隊                     |
| 2020－     | Rakuten Girls | 中華職棒樂天桃猿啦啦隊 2021-2022年擔任副隊長 |

### 籃球之啦啦隊
| 年份       | 隊伍名稱         | 備註                 |
| 2020－2021 | 桃園領航猿啦啦隊 | 桃園領航猿專屬啦啦隊 |

## 電視劇
| 年份   | 片名           | 角色 | 備註 |
| ------ | -------------- | ---- | ---- |
| 2024年 | 回憶暫存事務所 |      |      |

### 出版物
| 出版物名稱                               | 備註                                                |
| 《Lamigo秘寫真記事：LamiGirls×桃猿男兒》 | 與LamiGirls共同拍攝 台灣角川出版 ISBN 9789863258827 |
| 《鹿王天下》2018年寫真桌曆               | 出版：2018年                                        |
| 《想鹿非非》羚小鹿寫真全記錄             | 出版：2019/06/14                                    |
| 《鹿王天下》                             | 2022年樂天女孩寫真桌曆                              |
| 《縈花火》                               | 2023年樂天女孩寫真桌曆                              |
| 答應你：林岱縈寫真                       | 時報出版：2023/12/05                                |

### 廣告經歷
| 廣告名稱               | 備註 |
| Yahoo!奇摩運動         | |
| OPPO自然美你的TONE     | 與藝人蕭敬騰、網紅：阿翰、LamiGirls共同拍攝。                                                                                  |
| 龍之谷M                | |
| 完美世界M              | 《魅惑系妖精代表》遊戲廠商特邀共九位KOL 組成【完美九妖精】 成員：羚小鹿、泱泱、元元、張小筑、Lala、閃亮亮、Micky、恩齊兒、本本 |
| Paktor                 | |
| 國泰世華銀行           | |
| 光隆海洋生技D618氣泡水 | 與倪暄、曲羿、琳妲共同拍攝。                                                                                                   |

## 音樂作品
| 年份          | 歌名                                              | 備註                          |
| 2016年7月22日 | 《. [2016-07-22]. （原始内容存档于2019-08-06）.》 | 與LamiGirls共同出演           |
| 2017年8月4日  | 《. [2017-08-04]. （原始内容存档于2019-08-06）.》 | 與LamiGirls共同出演           |
| 2017年8月9日  | 《. [2017-08-09]. （原始内容存档于2019-08-06）.》 | 與LamiGirls共同出演           |
| 2018年9月10日 | 《. [2018-09-10]. （原始内容存档于2019-08-06）.》 | 與LamiGirls共同出演           |
| 2019年8月6日  | 《. [2019-08-06]. （原始内容存档于2022-06-09）.》 | 與LamiGirls共同出演           |
| 2019年8月19日 | 《. [2019-08-19]. （原始内容存档于2022-07-02）.》 | 與LamiGirls共同出演           |
| 2020年8月17日 | 《. [2020-08-17]. （原始内容存档于2022-07-02）.》 | 以楚知嫣名義發行              |
| 2020年9月22日 | 《. [2022-01-19]. （原始内容存档于2022-06-09）.》 | 與Rakuten Girls共同演出       |
| 2021年9月10日 | 《. [2022-01-19]. （原始内容存档于2022-06-10）.》 | 與Rakuten Girls共同演出       |
| 2022年10月7日 | 《. [2022-10-07]. （原始内容存档于2022-10-07）.》 | 與Rakuten Girls共同演出       |
| 2023年9月6日  | 《. [2023-09-06]. （原始内容存档于2023-10-16）.》 | 首張個人韓語單曲              |
| 2023年10月7日 | 《. [2023-10-07]. （原始内容存档于2023-10-16）.》 | 與Rakuten Girls共同演出       |
| 2024年9月29日 | 《Big Dream》                                     | 與Rakuten Girls(紅隊)共同演出 |

### MV
| 年份 | 專輯名                       | 備註                                      |
| 2019 | MC耀宗《拚到掛》             |                                           |
| 2019 | 何浩瑜《你放電》             |                                           |
| 2019 | 何浩瑜《Haoyu & Ace-Haze》   |                                           |
| 2020 | 玖壹壹《LOCAL》              | 舞者 與Peggy、白白、Rakuten Girls共同出演 |
| 2020 | 《來個蹦蹦》（樂天女孩版本） | 與巫苡萱、曲羿、菲菲、筠熹共同出演        |

## 開球紀錄
| 年份 | 國家/地區 | 球隊                   | 備註 |
| 2022 |           | 韓國職棒樂天巨人隊     | 打者 |
| 2022 | 中華民國  | 中華職棒樂天桃猿隊     |      |
| 2023 | 香港      | 香港超級聯賽晉峰足球會 |      |
| 2023 | 美国      | 美國職棒洛杉磯天使隊   |      |
| 2023 | 美国      | 美國職棒奧克蘭運動家隊 |      |
| 2023 | 日本      | 日本職棒樂天金鷲隊     |      |

## 外部連結
- 林岱縈 Lin DaiYing的Facebook專頁
- 林岱縈的Instagram帳戶